# Newark (Delaware)
Newark je třetí největší město v americkém státě Delaware. Dle sčítání lidu v roce 2010 mělo město 31 454 obyvatel. Město se rozkládá na ploše 24 km². Ve městě sídlí University of Delaware. Přestože je město v hustě obydlené krajině, je v jeho okolí množství rezervací a velkých parků.

## Historie
Newark byl založen skotsko-irskými a velšskými osadníky v roce 1694. Město bylo oficiálně založeno obdržením listiny od Jiřího II. v roce 1758. Velkou roli v historii města mělo školství. V roce 1765 sem byla přemístěná škola z New Londonu v Pensylvánii, která se později stala Newark Akademii.
V roce 1777 během americké války za nezávislost se u města odehrála bitva u Coochova mostu. V roce 1833 založil stát novou školu Newark College, která se následující rok sloučila s Newark Akademii a v roce 1921 byla škola přejmenovaná na University of Delaware.
V roce 1798 zde byly založeny papírny (do uzavření v roce 1997 nejstarší v USA).
Hlavním zdrojem rozvoje Newarku byla montážní továrna Chrysleru postavená v roce 1951. V roce 2005 měla továrna ještě 2115 zaměstnanců, ale nakonec byla uzavřena během ekonomické krize v roce 2008.